# Popice (przystanek kolejowy)
Popice – przystanek w Popicach, w kraju południowomorawskim, w Czechach. Znajduje się na wysokości 180 m n.p.m. Położony jest w południowej części miejscowości, przy drodze lokalnej do Strachotína.
Jest zarządzany przez Správę železnic. Na przystanku nie ma możliwości zakupu biletów, a obsługa podróżnych odbywa się w pociągu.

## Linie kolejowe
- 250 Havlíčkův Brod - Brno - Kúty